# Stiens
Stiens est une ville de la commune néerlandaise de Leeuwarden, dans la province de Frise.

## Géographie
La ville est située dans le nord-ouest de la Frise, à 6 km au nord de Leeuwarden.

## Histoire
Stiens tire son origine d'un monticule érigé au début de l'ère chrétienne au milieu de marais salants. Stiens est le chef-lieu de la commune de Leeuwarderadeel avant le 1er janvier 2018, où elle est supprimée et rattachée à celle de Leeuwarden.

## Démographie
Le 1er janvier 2018, la ville comptait 7 595 habitants.

## Personnalité
- Piet Dankert (1934-2003), homme politique.
- Pieter Jelles Troelstra. homme politique